# 尚嶺

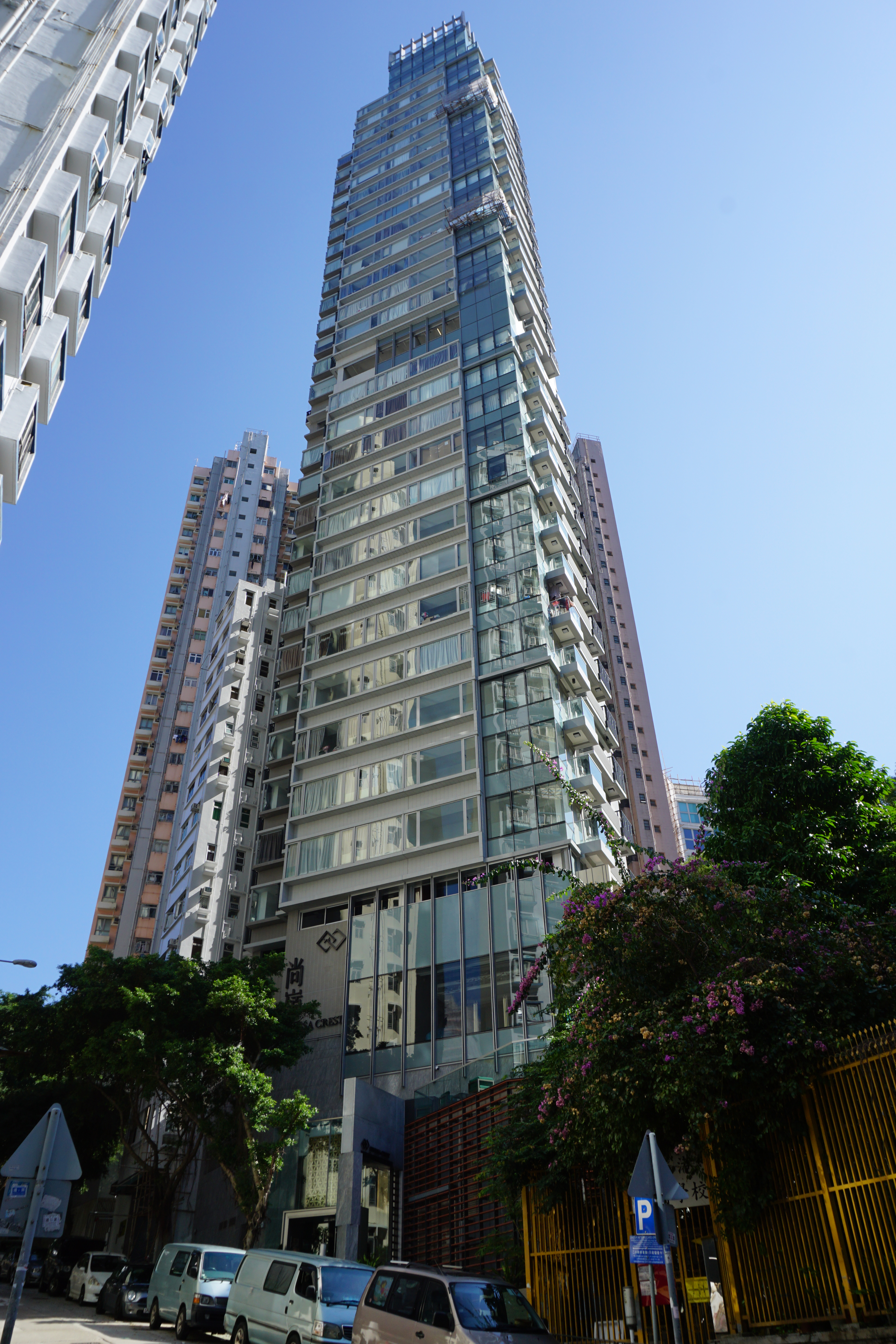
尚嶺正面

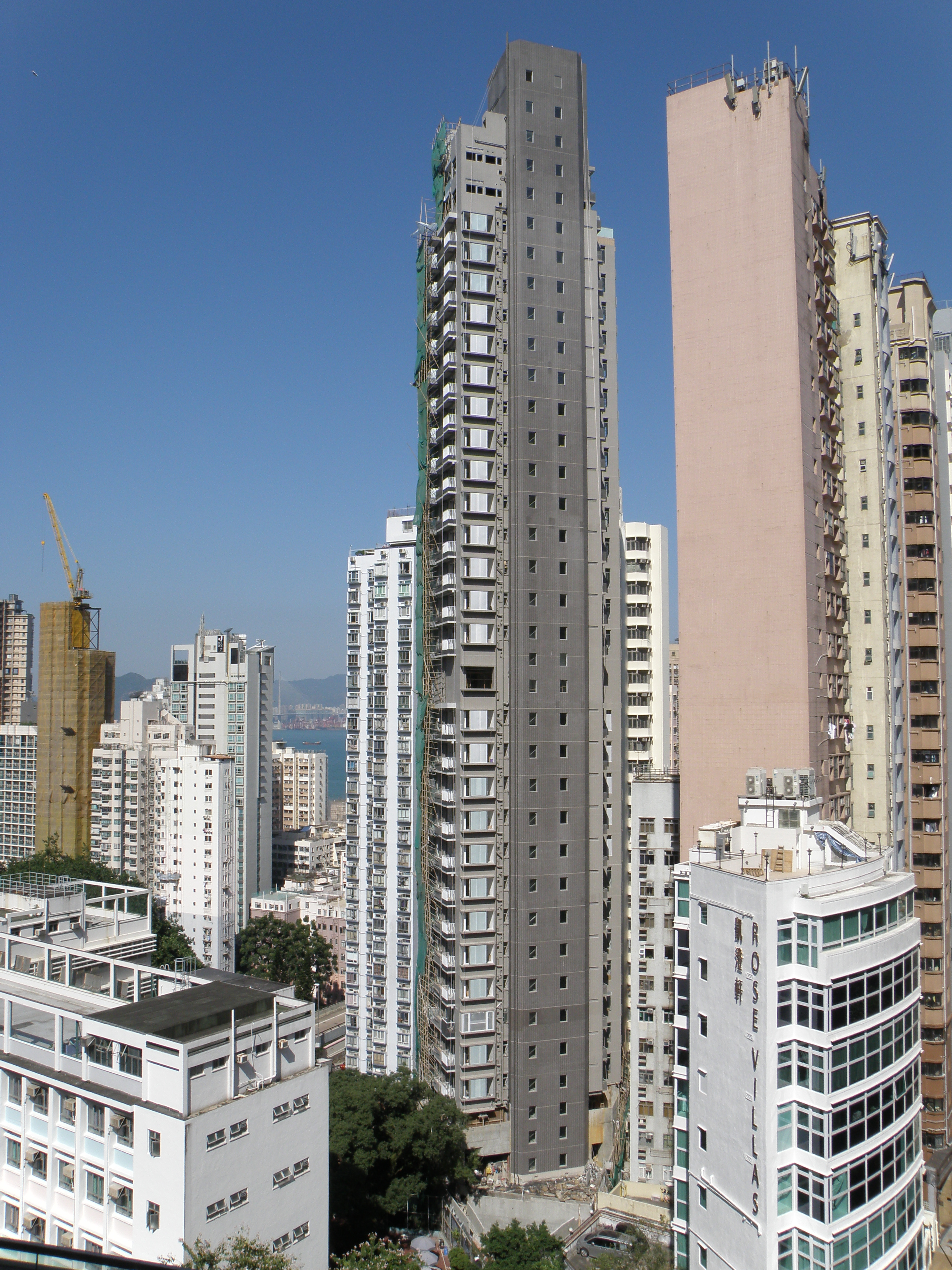
尚嶺背面

尚嶺（英語：Eivissa Crest），位於香港西營盤山道100號，毗鄰香港大學，是遠東發展的單幢式住宅項目，物業樓高37層，共提供106個單位，於2016年4月入伙。 
會所設施包括室外泳池、平台、燒烤場等。

## 建築圖像

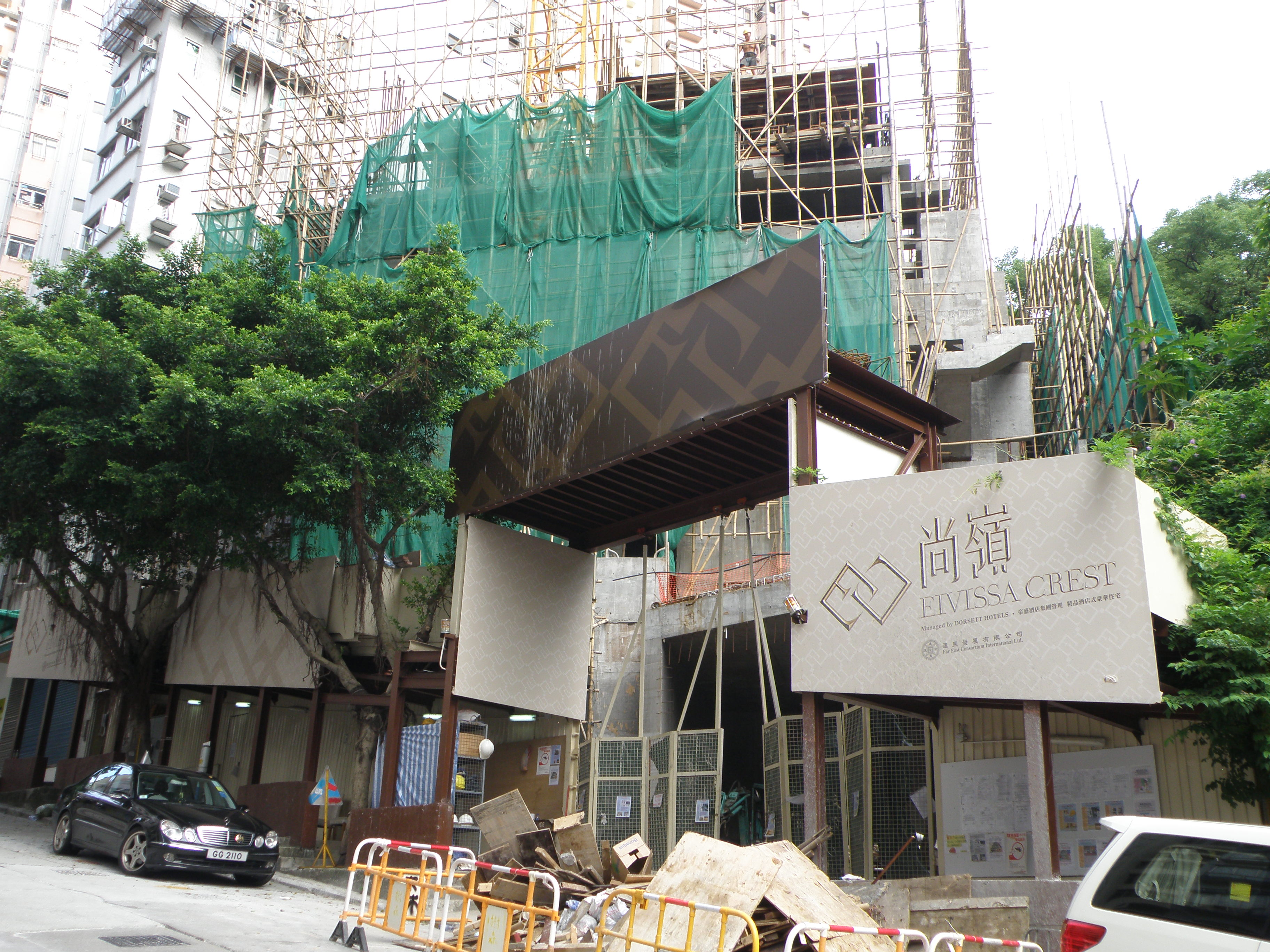
2014年8月
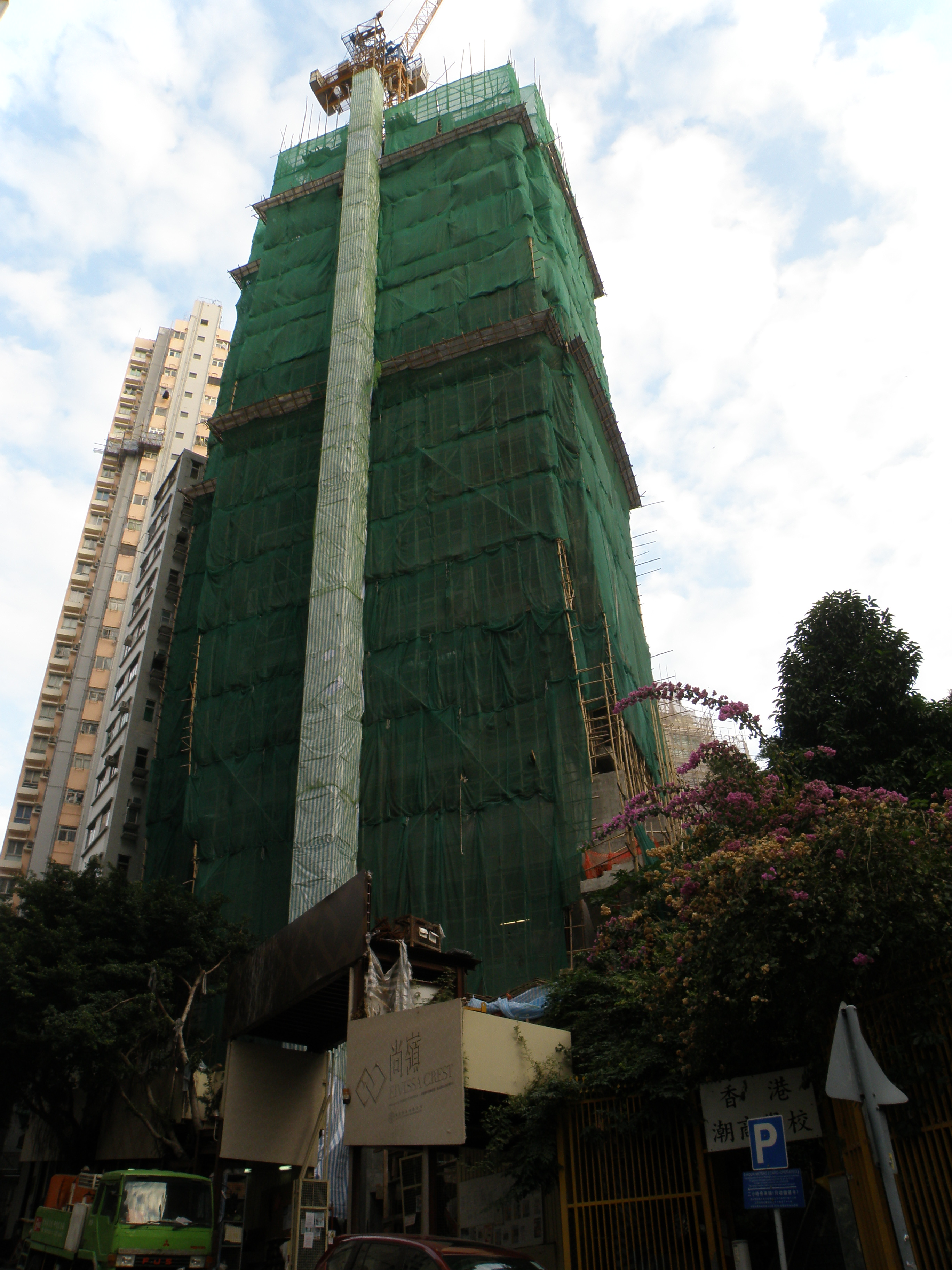
2014年12月
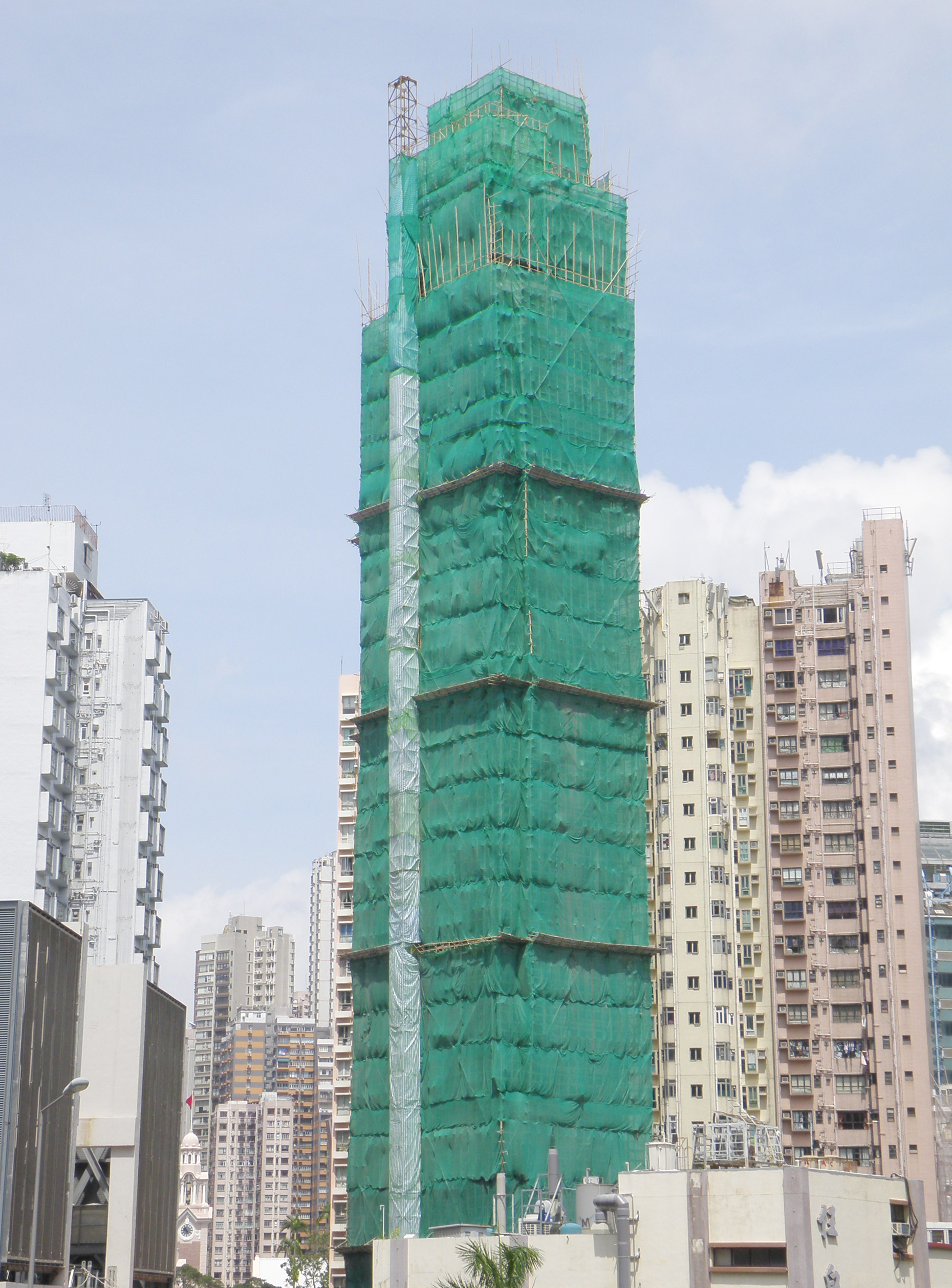
2015年7月

## 毗鄰
- 第三街
- 薄扶林道

## 外部連結
- 官方网站